# Маркирани (уеб серии)
T@gged е американски психологически трилър уеб сериал, с участието на Лулу Антарикса, Лиа Мари Джонсън, и Кателин Након. Серията е продуцирана от AwesomenessTV, и премиера на 19 юли 2016 на go90. 
На 13 септември 2016 г. официално бе обявено, че сериалът е подновен за втори сезон, определен за премиера 2017. На 1 май 2017 г., преди премиерата на сезон 2, AwesomenessTV обявява, че са подновили T@gged за трети сезон. Третият сезон премиера на 7 декември 2018 г. на Hulu.

## Парцел
T@gged следва три гимназисти, Хейли (Лия Мари Джонсън), Роуън (Лулу Антарикса) и Елисия (Кейтлин Након), чиито онлайн профили се маркират в насилствени видеоклипове. Техните социални медийни профили подсказват на някого за много неща за тях, включително къде живеят. Единственият начин да спасим живота им е да разберем кой го прави, преди убиецът да е приел първо убиеца. Серията трилър T@gged отвежда до крайност въпроса за неприкосновеността на личния живот и показва какво се случва, когато профилът ви в социалните мрежи попадне в грешни ръце.

## Излъчване
| Сезон | Епизоди | Епизоди | Начало на сезона | Край на сезона    |
| ----- | ------- | ------- | ---------------- | ----------------- |
| 1     | 11      | 11      | 19 юли 2016      | 13 септември 2016 |
| 2     | 12      | 12      | 9 май 2017       | 11 юли 2017       |
| 3     | 12      | 12      | 7 декември 2018  | 7 декември 2018   |

## В ролите
- Лия Мари Джонсън като Хейли (сезони 1-2, гост, сезон 3)
- Лулу Антарикса като Роуън
- Кателин Након като Елисия
- Тимоти Гранадерос като Аш
- Тристин Мейс като Бри (сезон 1; основен за един епизод от сезон 3)
- Даниел Савре като г-жа Доусън (сезони 1-2)
- Brendan Meyer като Eric / Dunbar Rakes (сезон 1; гост, сезон 2; основна за един епизод от сезон 3)
- Ник Финк като Джейк
- Лукас Гейдж като Брандън
- Кърт Касерес като Фрикс
- Клаудия Сулевски като Ники
- JC Caylen като Шон
- Rajiv Dhall като Stinger (сезони 2-3)
- Braeden Lemasters като Тревър (сезони 2–3)
- Ной Сентинео като Хоук (сезони 2-3)
- Ема Дюмон като Зоуи (сезони 2-3)
- Хана Хейс като Теса (сезон 3)
- Fivel Stewart като Jai (сезон 3)
- Челси Лопес като Алисън (сезон 3)
- Ава Капри като маслина (сезон 3)

## В България
В България сериалът започва на 4 октомври 2016 г. по HBO.
Трите момичета от гимназията Хейли, Роуан и Елисия, които живеят ежедневието си онлайн, докато веднъж насилствени видеоклипове не заливат страниците им. Те могат да спасят живота си само като разберат кой прави това, преди убиецът да ги намери първи.
Сериалът разглежда екстремно въпроса за неприкосновеността на личния живот и какво се случва, когато профил в социалната мрежа попадне в грешните ръце.

## Производство
През септември 2016 г. беше обявено, че T@gged е подновен за втори сезон, за да бъде предслушвана премиера през 2017 г. На 1 май 2017 г., преди премиерата на сезон 2, Страшен ТВ обявява, че са подновен T@gged за трети сезон.Третият сезон е издаден на 7 декември 2018 г. по Hulu, след като go90 е затворен от Verizon.

### Заснемане
T@gged е сниман в Ню Мексико. Производството за първи сезон започва в началото на 2016. Вторият сезон започва производство през септември 2016. Производството за трети сезон започва през октомври 2017 г. и е обвито през декември 2017.